# Castiarina vegeta
Castiarina vegeta es una especie de escarabajo del género Castiarina, familia Buprestidae. Fue descrita científicamente por Hope en 1847.
Esta especie se encuentra en Victoria, Australia.